# Tú sí que vales (Italia) (settima edizione)
La settima edizione del talent show Tú sí que vales è andata in onda ogni sabato in prima serata su Canale 5 dal 12 settembre al 28 novembre 2020 per dodici puntate. 
Sono confermati sia i presentatori, ovvero Belén Rodríguez, Martín Castrogiovanni e Alessio Sakara (assente nell'undicesima puntata), sia i giudici della scorsa edizione, ossia Maria De Filippi, Gerry Scotti, Rudy Zerbi e Teo Mammucari, sia Sabrina Ferilli nella giuria popolare per la seconda edizione consecutiva. Le registrazioni si sono svolte sempre presso lo studio 8 del Centro Titanus Elios di Roma.
L'edizione è stata vinta dal mago comico Andrea Paris, che si è aggiudicato il montepremi di 100000 €.

## Audizioni
Legenda:
     Il concorrente è in finale
     Concorrenti appartenenti alla Scuderia Scotti

### Prima puntata
La prima puntata di Audizioni è andata in onda il 12 settembre 2020. I concorrenti ammessi in questa puntata sono:
| Nome artista                           | Genere                             | Voto dei giudici | Voto della giuria popolare |
| -------------------------------------- | ---------------------------------- | ---------------- | -------------------------- |
| Jefferson Weber                        | Acrobata con la bici               | 4 vale           | 97% positivo               |
| Andrea Castiglia                       | Ballerino con aeroplanino di carta | 3 vale           | 77% positivo               |
| Ramon Kathriner                        | Acrobata                           | 4 vale           | 100% positivo              |
| Veronica Franco                        | Cantante disabile                  | 4 vale           | 98% positivo               |
| Alessandra, Maurizio, Paul e Salvatore | Attori                             | 4 vale           | 78% negativo               |
| Duo Sorin e Nicu                       | Atleti di mano a mano              | 4 vale           | 100% positivo              |
| Nicola Da Bari                         | Cantante lirico                    | 1 vale           | 83% positivo               |
| Alan Hudson                            | Mago                               | 4 vale           | 61% positivo               |
| Christian Wedoy                        | Escapologo                         | 4 vale           | 89% positivo               |
| Ricomincio da tre                      | Comici                             | 4 vale           | 63% positivo               |
| Alex Michael                           | Acrobata                           | 4 vale           | 78% positivo               |
| Sebastiano Balestrieri                 | Imitatore comico                   | 3 vale           | 69% negativo               |
| Ibra Acro Boy                          | Ballerini acrobati                 | 3 vale           | 100% positivo              |
| Team Vitruvian VR                      | Inventori                          | 4 vale           | 75% positivo               |
| Mario Oliverio                         | Salta la corda                     | 4 vale           | 78% positivo               |

- I primi finalisti di questa edizione sono il duo Sorin e Nicu, atleti di mano a mano.

Irama è stato ospite della puntata.
La giovane Veronica Franco è purtroppo deceduta qualche settimana dopo la puntata ed è stata ricordata al termine di un'altra e nella puntata dell'album.

### Seconda puntata
La seconda puntata di Audizioni è andata in onda il 19 settembre 2020. I concorrenti ammessi in questa puntata sono:
| Nome artista                  | Genere                 | Voto dei giudici | Voto della giuria popolare |
| ----------------------------- | ---------------------- | ---------------- | -------------------------- |
| David Burlet                  | Giocoliere comico      | 4 vale           | 66% positivo               |
| Rodrigo Pardo e Rosalia Wanka | Ballerini di tango     | 4 vale           | 87% positivo               |
| Michele Castagneto            | Ballerino              | 1 vale           | 100% positivo              |
| Noemi Lanari                  | Rapper                 | 3 vale           | 69% negativo               |
| Dania Diaz                    | Maga                   | 4 vale           | 90% positivo               |
| Heroes Diving Team            | Tuffatori              | 4 vale           | 98% positivo               |
| Women Orchestra               | Orchestra              | 4 vale           | 99% positivo               |
| Lorenzo Guslandi              | Pattinatore su rotelle | 4 vale           | 97% positivo               |
| Daniele Bordini               | Cantante               | 3 vale           | 98% positivo               |
| Pietro Mamone                 | Cantante               | 1 vale           | 76% positivo               |
| Duo Kaos                      | Acrobati sulla bici    | 4 vale           | 96% positivo               |
| Italo Vigliante               | Comico                 | 4 vale           | 79% positivo               |
| Maria Saggese                 | Light painter          | 4 vale           | 89% positivo               |
| Marco Lorenzetti              | Percussionista         | 4 vale           | 99% positivo               |
| Jade Kindar-Martin            | Equilibrista           | 4 vale           | 97% positivo               |
| Maria Gari                    | Anziana poetessa       | 4 vale           | 92% positivo               |
| Davide Salodini               | Acrobata               | 4 vale           | 81% positivo               |
| Gian Marco Evangelisti        | Monologhista           | 4 vale           | 78% positivo               |

### Terza puntata
La terza puntata di Audizioni è andata in onda il 26 settembre 2020. I concorrenti ammessi in questa puntata sono:
| Nome artista                  | Genere                      | Voto dei giudici | Voto della giuria popolare |
| ----------------------------- | --------------------------- | ---------------- | -------------------------- |
| Alessandro Massimo Baviera    | Bambino batterista          | 4 vale           | 99% positivo               |
| Claudio Andreotti             | Mago                        | 1 vale           | 76% positivo               |
| Kevin Quantum                 | Scienziato stuntman         | 4 vale           | 98% positivo               |
| Action Boys                   | Acrobati                    | 3 vale           | 79% positivo               |
| Naked Lunch                   | Ballerini comici            | 4 vale           | 71% positivo               |
| Duo El Beso                   | Acrobati                    | 4 vale           | 99% positivo               |
| Aaron Evans                   | Stuntman                    | 4 vale           | 97% positivo               |
| Javier Jarquin                | Lanciatore di carte         | 4 vale           | 92% positivo               |
| Elisabetta Carducci           | Cantante                    | 4 vale           | 94% positivo               |
| Claudius Vertesi              | Acrobata con il monopattino | 4 vale           | 94% positivo               |
| Paolo Pocci                   | Cantante                    | 4 vale           | 54% positivo               |
| Davide e Albert               | Giocolieri                  | 4 vale           | 87% positivo               |
| Alessio Burini                | Acrobata col cerchio        | 4 vale           | 97% positivo               |
| Damiano, Margherita e Philipp | Cantante disabile e comici  | 4 vale           | 53% positivo               |
| The Revolutionary             | Crew                        | 4 vale           | 92% positivo               |
| Coraly Corazon                | Fachira                     | 3 vale           | 73% negativo               |
| Marysia e Julian              | Ballerini e acrobati        | 4 vale           | 96% positivo               |
| Riccardo Battaglia            | Ballerino                   | 4 vale           | 90% positivo               |

### Quarta puntata
La quarta puntata di Audizioni è andata in onda il 3 ottobre 2020. I concorrenti ammessi in questa puntata sono:
| Nome artista              | Genere                        | Voto dei giudici | Voto della giuria popolare |
| ------------------------- | ----------------------------- | ---------------- | -------------------------- |
| Wesley Williams           | Monociclista                  | 4 vale           | 100% positivo              |
| Boys & Girls              | Spogliarellisti               | 4 vale           | 76% positivo               |
| Marco Giammatteo          | Beve velocemente              | 3 vale           | 66% negativo               |
| Oscar Kaufman             | Acrobata                      | 4 vale           | 97% positivo               |
| Jez Bondi and Bondini     | Maghi                         | 4 vale           | 77% positivo               |
| Ramon Kathriner           | Acrobata                      | 4 vale           | 97% positivo               |
| Antonio Surice            | Istruttore di yoga e cantante | 2 vale           | 71% positivo               |
| The Catwall Acrobats      | Acrobati                      | 4 vale           | 93% positivo               |
| Yllana                    | Comici                        | 4 vale           | 53% negativo               |
| Max e basta               | Anziano rapper                | 1 vale           | 88% positivo               |
| Vioris Zoppis             | Acrobata                      | 4 vale           | 99% positivo               |
| Daniele Primonato         | Cantante                      | 4 vale           | 94% positivo               |
| Patrik Folco              | Automobilista acrobata        | 4 vale           | 92% positivo               |
| Aldo Aldini               | Mentalista                    | 4 vale           | 88% positivo               |
| Dakota e Nadia            | Ballerini                     | 4 vale           | 94% positivo               |
| Papi Flex                 | Contorsionista                | 4 vale           | 89% positivo               |
| Werther, Althea e Celeste | Artisti con aquiloni          | 4 vale           | 97% positivo               |
| Habengoods                | Musicisti                     | 4 vale           | 88% positivo               |
| RB Dance Company          | Ballerini di tip tap          | 3 vale           | 89% positivo               |

- Il secondo finalista di questa edizione è il monociclista Wesley Williams.
- Ramon Kathriner è tornato per la seconda volta per tentare di nuovo l'accesso alla finale.

### Quinta puntata
La quinta puntata di Audizioni è andata in onda il 10 ottobre 2020. I concorrenti ammessi in questa puntata sono:
| Nome artista                  | Genere                         | Voto dei giudici | Voto della giuria popolare |
| ----------------------------- | ------------------------------ | ---------------- | -------------------------- |
| Andrea Cerrato e Micol Veglia | Acrobati con il cerchio        | 4 vale           | 99% positivo               |
| Enrico Fratini                | Collezionista di auto funebri  | 3 vale           | 83% negativo               |
| Giovanni Bruno                | Cantante                       | 1 vale           | 85% positivo               |
| Ricardo Paz                   | Pole dancer                    | 4 vale           | 94% positivo               |
| JD "The Iceman"               | Strongman                      | 4 vale           | 94% positivo               |
| Cesar Dias                    | Cantante comico                | 4 vale           | 96% positivo               |
| The Incredible Holt           | Salta sul tappeto elastico     | 4 vale           | 93% positivo               |
| Salvatore Scibetta            | Anziano cantante               | 2 vale           | 67% positivo               |
| Elisa Tauro                   | Ginnasta                       | 4 vale           | 91% positivo               |
| Martina Panini                | Monologhista                   | 4 vale           | 92% positivo               |
| Periplo Marionetas            | Burattinai                     | 4 vale           | 95% positivo               |
| Eros & Alessio Leone          | Breakdancers ragazzo e bambino | 4 vale           | 99% positivo               |
| Martina Bianchini             | Culturista                     | 4 vale           | 82% positivo               |
| Paola Fraschini               | Pattinatrice                   | 4 vale           | 85% positivo               |
| Florian Kohler                | Giocatore di biliardo          | 4 vale           | 94% positivo               |
| Vanessa Caloisi               | Cantante lirica                | 4 vale           | 93% positivo               |
| Duo Togni                     | Acrobati                       | 4 vale           | 99% positivo               |

### Sesta puntata
La sesta puntata di Audizioni è andata in onda il 17 ottobre 2020. I concorrenti ammessi in questa puntata sono:
| Nome artista       | Genere                           | Voto dei giudici | Voto della giuria popolare |
| ------------------ | -------------------------------- | ---------------- | -------------------------- |
| Eclectic           | Acrobati                         | 4 vale           | 100% positivo              |
| Betty Balloon      | Costruttrice con palloncini      | 4 vale           | 86% positivo               |
| Alex e Liza        | Atleti di mano a mano            | 4 vale           | 97% positivo               |
| Liina Aunola       | Acrobata                         | 4 vale           | 100% positivo              |
| Massimo Contati    | Mago comico                      | 4 vale           | 84% positivo               |
| Cosimo Musco       | Atleta di arti marziali          | 3 vale           | 70% negativo               |
| Raffaele Capperi   | Monologhista disabile            | 4 vale           | 97% positivo               |
| Gabriel Dell'Acqua | Bambino ginnasta                 | 4 vale           | 98% positivo               |
| Claudio Mutazzi    | Giocoliere comico                | 4 vale           | 90% positivo               |
| Emiria Morihata    | Spogliarellista e contorsionista | 4 vale           | 84% positivo               |
| Puppets With Guts  | Burattinai                       | 4 vale           | 73% positivo               |
| Philippe Bélanger  | Giocoliere e spogliarellista     | 4 vale           | 80% positivo               |
| Raissa e Momo      | Comici                           | 4 vale           | 71% positivo               |
| Adel e Bad Peace   | Beatboxers                       | 4 vale           | 88% positivo               |
| Jonathan Rossi     | Acrobata con la bici             | 4 vale           | 85% positivo               |
| Omar Del Prete     | Ballerino e contorsionista       | 4 vale           | 91% positivo               |
| Andrea Sestieri    | Illusionista informatico         | 4 vale           | 91% positivo               |

- L'acrobata Liina Aunola ha conquistato un posto per la Finale.

### Settima puntata
La settima puntata di Audizioni è andata in onda il 24 ottobre 2020. I concorrenti ammessi in questa puntata sono:
| Nome artista          | Genere                               | Voto dei giudici | Voto della giuria popolare |
| --------------------- | ------------------------------------ | ---------------- | -------------------------- |
| Andrea Radicchi       | Ventriloquo                          | 4 vale           | 91% positivo               |
| Alain Alegria         | Trapezista                           | 4 vale           | 97% positivo               |
| Atherton Twins        | Acrobati                             | 4 vale           | 100% positivo              |
| Sergio Roberto Catena | Cantante comico                      | 2 vale           | 66% positivo               |
| Jessica Carbone       | Ballerina                            | 4 vale           | 91% positivo               |
| Thomas Evans          | Salta la corda                       | 4 vale           | 88% positivo               |
| Kat Hudson            | Maga                                 | 4 vale           | 68% positivo               |
| Light Balance         | Ballerini e illusionisti informatici | 4 vale           | 99% positivo               |
| Freddy Grip           | Scienziato                           | 4 vale           | 95% positivo               |
| Dunking Devils        | Saltano sul tappeto elastico         | 4 vale           | 76% positivo               |
| Gianluca Giugliarelli | Comico                               | 4 vale           | 89% positivo               |
| Lord Nil              | Escapologo                           | 4 vale           | 96% positivo               |
| Brent Ray Fraser      | Pittore stripper                     | 4 vale           | 76% positivo               |
| Bernardo Delre        | Anziano chitarrista                  | 4 vale           | 97% positivo               |
| Josh Horton           | Giocoliere e fachiro                 | 4 vale           | 69% positivo               |
| Paola e Lorenzo       | Ballerini                            | 4 vale           | 93% positivo               |
| The Amazing Other     | Trapezisti comici                    | 4 vale           | 94% positivo               |
| Carmine Iallorenzi    | Comico                               | 2 vale           | 75% positivo               |

- Gli acrobati Atherton Twins accedono direttamente alla Finale.
- Gaia è stata l'ospite della puntata.

### Ottava puntata
L'ottava puntata di Audizioni è andata in onda il 31 ottobre 2020. I concorrenti ammessi in questa puntata sono:
| Nome artista          | Genere                    | Voto dei giudici | Voto della giuria popolare |
| --------------------- | ------------------------- | ---------------- | -------------------------- |
| Le Petit Monsieur     | Comico                    | 4 vale           | 62% positivo               |
| Kyle Cragle           | Ginnasta e contorsionista | 4 vale           | 100% positivo              |
| El Yiyo               | Ballerino di flamenco     | 4 vale           | 94% positivo               |
| Nerina Peroni         | Anziana pianista          | 4 vale           | 100% positivo              |
| Step Out              | Acrobati                  | 4 vale           | 99% positivo               |
| Andrea Muzii          | Memorizzatore             | 4 vale           | 88% positivo               |
| Tommaso, Marco e Rita | Cantante e musicisti      | 4 vale           | 99% positivo               |
| Santiago Pouchan      | Acrobata                  | 4 vale           | 99% positivo               |
| Manuel Gaudenzi       | Cantante                  | 1 vale           | 81% positivo               |
| Les Patineurs         | Pattinatori acrobatici    | 4 vale           | 98% positivo               |
| Dino Paradiso         | Comico                    | 4 vale           | 80% positivo               |
| Blake Vogt            | Mago                      | 4 vale           | 87% positivo               |
| Sebastiano Picone     | Comico                    | 2 vale           | 88% positivo               |
| Florian Zumkher       | Ginnasta                  | 4 vale           | 91% positivo               |
| Anton Lozovoy         | Giocoliere                | 3 vale           | 54% positivo               |
| Michele Nitti         | Mimo                      | 1 vale           | 76% positivo               |
| Cameron Young         | Mago                      | 3 vale           | 66% positivo               |
| Andrea Sutera         | Ballerino                 | 4 vale           | 84% positivo               |
| Ladies of Wrestling   | Wrestlers                 | 4 vale           | 66% negativo               |
| Crazy Flight          | Acrobati e ballerini      | 4 vale           | 92% positivo               |

- Accedono direttamente alla Finale il ginnasta e contorsionista Kyle Cragle e Nerina Peroni, anziana pianista.

### Nona puntata
La nona puntata di Audizioni è andata in onda il 7 novembre 2020. I concorrenti ammessi in questa puntata sono:
| Nome artista            | Genere                              | Voto dei giudici | Voto della giuria popolare |
| ----------------------- | ----------------------------------- | ---------------- | -------------------------- |
| Rémi Martin             | Pole dancer                         | 4 vale           | 99% positivo               |
| Roberto Rongione        | Creatore di sfide                   | 4 vale           | 66% negativo               |
| Ludovica Leonardi       | Bambina cantante                    | 4 vale           | 98% positivo               |
| The Other Us            | Burattinai e cantanti               | 4 vale           | 78% positivo               |
| Cécile e Roman          | Acrobati                            | 4 vale           | 93% positivo               |
| Adriano Spaziani        | Cantante                            | 1 vale           | 93% positivo               |
| Chris Böhm & Anastasiya | Acrobata con la bici e ballerina    | 4 vale           | 93% positivo               |
| Daniel Golla            | Aeromodellista                      | 4 vale           | 93% positivo               |
| Vitaly                  | Equilibratore di oggetti            | 4 vale           | 92% positivo               |
| Spadoni e Paniccia      | Comici                              | 4 vale           | 62% positivo               |
| Mauro Tiraboschi        | Cantante                            | 1 vale           | 85% positivo               |
| Simon Berry             | Bungee-Jumper                       | 4 vale           | 83% positivo               |
| Maurizio Perin          | Automobilista acrobata              | 4 vale           | 95% positivo               |
| Andrea Paris            | Mago comico                         | 4 vale           | 95% positivo               |
| Doppelgangers           | Drag queens e ballerine             | 4 vale           | 78% positivo               |
| Albanino                | Imitatore di Al Bano                | 1 vale           | 80% positivo               |
| Alessio Alessandra      | Cantante                            | 3 vale           | 68% positivo               |
| Les Vitamines           | Acrobati comici                     | 4 vale           | 76% positivo               |
| Benedikt Mordstein      | Breakdancer mentre usa il cellulare | 4 vale           | 78% positivo               |
| Angelo Petino           | Cantante                            | 4 vale           | 77% positivo               |

### Decima puntata
La decima puntata di Audizioni è andata in onda il 14 novembre 2020. I concorrenti ammessi in questa puntata sono:
| Nome artista              | Genere                                | Voto dei giudici | Voto della giuria popolare |
| ------------------------- | ------------------------------------- | ---------------- | -------------------------- |
| Elisa e Martin            | Atleti di mano a mano padre e bambina | 4 vale           | 97% positivo               |
| Car-Ciatori               | Calciatori su autoscontri             | 4 vale           | 65% positivo               |
| Yuri Orlando              | Ballerino                             | 4 vale           | 79% positivo               |
| Spank                     | Cantante e ballerino                  | 1 vale           | 97% positivo               |
| Duo Vitalys               | Atleti di mano a mano                 | 4 vale           | 99% positivo               |
| Akka Band                 | Tribute band degli Abba               | 4 vale           | 98% positivo               |
| James Stott               | Escapologo                            | 4 vale           | 96% positivo               |
| Three G                   | Acrobate                              | 4 vale           | 96% positivo               |
| Txema Muñoz               | Mago                                  | 4 vale           | 80% positivo               |
| Emanuele Nardozi          | Creatore di giochi                    | 4 vale           | 89% positivo               |
| Cristiano Pierangeli      | Pianista improvvisatore               | 4 vale           | 100% positivo              |
| Cedeño Brothers           | Acrobati                              | 4 vale           | 98% positivo               |
| Maria Anna Bombace        | Pole dancer                           | 4 vale           | 82% positivo               |
| Lightwave Theatre Company | Burattinai                            | 4 vale           | 82% positivo               |
| F&B Acrobatics            | Acrobati                              | 4 vale           | 99% positivo               |
| Chef Boy Bonez            | Fa uscire gli occhi dalle orbite      | 3 vale           | 54% negativo               |
| Antonio Argus             | Mentalista                            | 3 vale           | 68% positivo               |
| Marco Toniazzi            | Cantante                              | 1 vale           | 95% positivo               |

- Cristiano Pierangeli ha conquistato la Finale improvvisando al pianoforte.
- Nicola Pietrangeli è stato ospite della puntata.
- J-Ax e Mr. Rain si sono esibiti in qualità di ospiti.

### Undicesima puntata
L'undicesima puntata di Audizioni è andata in onda il 21 novembre 2020. I concorrenti ammessi in questa puntata sono:
| Nome artista        | Genere                          | Voto dei giudici | Voto della giuria popolare |
| ------------------- | ------------------------------- | ---------------- | -------------------------- |
| Evan Ungar          | Saltatore                       | 4 vale           | 93% positivo               |
| Ambra & Yves        | Acrobati                        | 4 vale           | 100% positivo              |
| Filippo Re          | Sensitivo comico                | 4 vale           | 84% positivo               |
| Ulisse Minervini    | Attore e cantante               | 2 vale           | 65% positivo               |
| Vardanyan Brothers  | Atleti di mano a mano           | 4 vale           | 97% positivo               |
| Artem               | Pole dancer                     | 4 vale           | 97% positivo               |
| Vito Andrea Murgolo | Ballerino                       | 4 vale           | 70% positivo               |
| Sasha               | Ciclista                        | 4 vale           | 91% positivo               |
| Wheel Sensation     | Acrobati con il cerchio         | 4 vale           | 99% positivo               |
| Matteo e Emiliano   | Atleti di sci nautico su sapone | 4 vale           | 77% positivo               |
| Adam Celadin        | Lanciatore di coltelli          | 4 vale           | 76% positivo               |

- Conquistano direttamente la Finale la coppia di acrobati Ambra & Yves.

Al termine della puntata c'è stata una mini-semifinale per decretare 4 dei finalisti: i concorrenti si sono sfidati a coppie e per ogni sfida i giudici hanno deciso chi far passare in Finale; di seguito le sfide (in verde i concorrenti promossi e in rosso quelli eliminati).
| Primo sfidante       | Secondo sfidante  | Voti dei giudici |
| -------------------- | ----------------- | ---------------- |
| El Yiyo              | Eclectic          | 3-2              |
| JD "The Iceman"      | Daniele Primonato | 1-3              |
| The Catwall Acrobats | Dakota e Nadia    | 2-3              |
| Andrea Paris         | Cesar Dias        | 3-2              |

Nei giorni successivi è stata annunciata la lista dei 16 Finalisti e si nota che, per motivi ignoti, il Duo Sorin e Nicu e gli Atherton Twins non parteciperanno; questi e gli ulteriori posti rimanenti sono stati assegnati a:
| Nome artista               |
| -------------------------- |
| Ramon Kathriner            |
| Andrea Radicchi            |
| Dino Paradiso              |
| The Catwall Acrobats       |
| Alessandro Massimo Baviera |
| Tommaso, Marco e Rita      |

## Finale
I concorrenti ammessi direttamente alla Finale sono:
| Nome artista               | Genere                    |
| -------------------------- | ------------------------- |
| Wesley Williams            | Monociclista              |
| Liina Aunola               | Acrobata                  |
| Kyle Cragle                | Ginnasta e contorsionista |
| Nerina Peroni              | Anziana pianista          |
| Cristiano Pierangeli       | Pianista improvvisatore   |
| Ambra & Yves               | Acrobati                  |
| El Yiyo                    | Ballerino di flamenco     |
| Daniele Primonato          | Cantante                  |
| Dakota e Nadia             | Ballerini                 |
| Andrea Paris               | Mago comico               |
| Ramon Kathriner            | Acrobata                  |
| Andrea Radicchi            | Ventriloquo               |
| Dino Paradiso              | Comico                    |
| The Catwall Acrobats       | Acrobati                  |
| Alessandro Massimo Baviera | Bambino batterista        |
| Tommaso, Marco e Rita      | Cantante e musicisti      |

I concorrenti sono stati divisi in 4 quartine e il pubblico da casa, tramite il Televoto, ha deciso il migliore di ognuna, che passa alla fase successiva; questo l'esito:

### Primo Gruppo
| Posizione | Nome artista               | Genere             | % Televoto |
| --------- | -------------------------- | ------------------ | ---------- |
| 1ª        | Kyle Cragle                | Ginnasta           | 50%        |
| 2ª        | Alessandro Massimo Baviera | Bambino batterista | 28%        |
| 3ª        | Dino Paradiso              | Comico             | 17%        |
| 4ª        | The Catwall Acrobats       | Acrobati           | 5%         |

### Secondo Gruppo
| Posizione | Nome artista    | Genere           | % Televoto |
| --------- | --------------- | ---------------- | ---------- |
| 1ª        | Dakota e Nadia  | Ballerini        | 47%        |
| 2ª        | Nerina Peroni   | Anziana Pianista | 28%        |
| 3ª        | Ramon Kathriner | Acrobata         | 13%        |
| 4ª        | Andrea Radicchi | Ventriloquo      | 12%        |

### Terzo Gruppo
| Posizione | Nome artista          | Genere               | % Televoto |
| --------- | --------------------- | -------------------- | ---------- |
| 1ª        | Andrea Paris          | Mago comico          | 60%        |
| 2ª        | Ambra & Yves          | Acrobati             | 22%        |
| 3ª        | Tommaso, Marco e Rita | Cantante e musicisti | 10%        |
| 4ª        | Wesley Williams       | Monociclista         | 8%         |

### Quarto Gruppo
| Posizione | Nome artista         | Genere                | % Televoto |
| --------- | -------------------- | --------------------- | ---------- |
| 1ª        | El Yiyo              | Ballerino di flamenco | 39%        |
| 2ª        | Cristiano Pierangeli | Pianista              | 35%        |
| 3ª        | Daniele Primonato    | Cantante              | 14%        |
| 4ª        | Liina Aunola         | Acrobata              | 12%        |

### Televoto finale
Alla fine della puntata il pubblico, sempre tramite il televoto, ha rivotato i 4 migliori concorrenti, stilando la seguente classifica: 
| Posizione | Nome artista   | Genere                | % Televoto |
| --------- | -------------- | --------------------- | ---------- |
| 1ª        | Andrea Paris   | Mago comico           | 47%        |
| 2ª        | Kyle Cragle    | Ginnasta              | 23%        |
| 3ª        | Dakota e Nadia | Ballerini             | 20%        |
| 4ª        | El Yiyo        | Ballerino di flamenco | 10%        |

- Quindi il vincitore della settima edizione di Tú sí que vales è Andrea Paris, seguito al secondo posto da Kyle Cragle; medaglia di bronzo per Dakota e Nadia.

## Classifica finale
| Posizione | Nome artista               | Genere                |
| --------- | -------------------------- | --------------------- |
| 1ª        | Andrea Paris               | Mago comico           |
| 2ª        | Kyle Cragle                | Ginnasta              |
| 3ª        | Dakota e Nadia             | Ballerini             |
| 4ª        | El Yiyo                    | Ballerino di flamenco |
| 5ª        | Alessandro Massimo Baviera | Bambino batterista    |
| 5ª        | Nerina Peroni              | Anziana pianista      |
| 5ª        | Ambra & Yves               | Acrobati              |
| 5ª        | Cristiano Pierangeli       | Pianista              |
| 9ª        | Dino Paradiso              | Comico                |
| 9ª        | Ramon Kathriner            | Acrobata              |
| 9ª        | Tommaso, Marco e Rita      | Cantante e musicisti  |
| 9ª        | Daniele Primonato          | Cantante              |
| 13ª       | The Catwall Acrobats       | Acrobati              |
| 13ª       | Andrea Radicchi            | Ventriloquo           |
| 13ª       | Wesley Williams            | Monociclista          |
| 13ª       | Liina Aunola               | Acrobata              |

## Scuderia Scotti
Anche in questa edizione all'interno del programma c'è la Scuderia Scotti. I concorrenti della Scuderia Scotti, dal discutibile talento, non partecipano alla competizione tradizionale di Tú sí que vales, bensì in un circuito apposito per loro. Questi i concorrenti che ne fanno parte:
| Nome artista          | Genere                        |
| --------------------- | ----------------------------- |
| Nicola Da Bari        | Cantante lirico               |
| Michele Castagneto    | Ballerino                     |
| Pietro Mamone         | Cantante                      |
| Claudio Andreotti     | Mago                          |
| Antonio Surice        | Istruttore di yoga e cantante |
| Max e basta           | Anziano rapper                |
| Giovanni Bruno        | Cantante                      |
| Cosimo Musco          | Atleta di arti marziali       |
| Sergio Roberto Catena | Cantante comico               |
| Carmine Iallorenzi    | Comico                        |
| Manuel Gaudenzi       | Cantante                      |
| Michele Nitti         | Mimo                          |
| Adriano Spaziani      | Cantante                      |
| Mauro Tiraboschi      | Cantante                      |
| Albanino              | Imitatore di Al Bano          |
| Spank                 | Cantante e ballerino          |
| Marco Toniazzi        | Cantante                      |

- Michele Nitti, il arte "il Mimo", ha già partecipato alla quarta edizione del 2017.

Sono stati poi scelti da Gerry i 6 migliori:
| Nome artista       | Genere                        |
| ------------------ | ----------------------------- |
| Nicola Da Bari     | Cantante lirico               |
| Michele Castagneto | Ballerino                     |
| Antonio Surice     | Istruttore di yoga e cantante |
| Giovanni Bruno     | Cantante                      |
| Manuel Gaudenzi    | Cantante                      |
| Spank              | Cantante e ballerino          |

Semifinale
Al termine dell'undicesima puntata c'è stata una selezione tra i talenti della Scuderia Scotti per accedere alla Finale:
| Primo sfidante | % voto | Secondo sfidante   | % voto |
| -------------- | ------ | ------------------ | ------ |
| Antonio Surice | 21%    | Nicola Da Bari     | 79%    |
| Spank          | 21%    | Manuel Gaudenzi    | 79%    |
| Giovanni Bruno | 70%    | Michele Castagneto | 30%    |

- Successivamente è stato annunciato che Manuel Gaudenzi non parteciperà alla Finale ed è stato sostituito da Antonio Surice.

Finale
I 3 finalisti della Scuderia Scotti sono:
| Nome artista   | Genere                        |
| -------------- | ----------------------------- |
| Nicola Da Bari | Cantante lirico               |
| Antonio Surice | Istruttore di yoga e cantante |
| Giovanni Bruno | Cantante                      |

Durante la Finale i 3 concorrenti si sono esibiti per l'ultima volta e la giuria popolare in studio ha stabilito il vincitore. Questa la classifica finale:
| Posizione | Nome artista   | Genere                        | % voto |
| --------- | -------------- | ----------------------------- | ------ |
| 1ª        | Antonio Surice | Istruttore di yoga e cantante | 44%    |
| 2ª        | Nicola Da Bari | Cantante lirico               | 35%    |
| 3ª        | Giovanni Bruno | Cantante                      | 21%    |

- Quindi il vincitore della Scuderia Scotti è Antonio Surice, istruttore di yoga e cantante.

## Ascolti
| Puntata                    | Messa in onda     | Telespettatori | Share  | Ospiti                             |
| -------------------------- | ----------------- | -------------- | ------ | ---------------------------------- |
| 1                          | 12 settembre 2020 | 4 185 000      | 28,07% | Irama                              |
| 2                          | 19 settembre 2020 | 3 686 000      | 22,56% | –                                  |
| 3                          | 26 settembre 2020 | 4 173 000      | 23,47% | –                                  |
| 4                          | 3 ottobre 2020    | 4 194 000      | 23,62% | –                                  |
| 5                          | 10 ottobre 2020   | 4 357 000      | 24,52% | –                                  |
| 6                          | 17 ottobre 2020   | 4 888 000      | 25,76% | –                                  |
| 7                          | 24 ottobre 2020   | 5 476 000      | 26,85% | Gaia                               |
| 8                          | 31 ottobre 2020   | 5 204 000      | 26,94% | –                                  |
| 9                          | 7 novembre 2020   | 5 579 000      | 26,31% | –                                  |
| 10                         | 14 novembre 2020  | 5 458 000      | 26,23% | Nicola Pietrangeli, J-Ax, Mr. Rain |
| Semifinale                 | 21 novembre 2020  | 5 565 000      | 26,02% | –                                  |
| Finale                     | 28 novembre 2020  | 6 165 000      | 33,09% | –                                  |
| Media                      | Media             | 4 911 000      | 26,12% |                                    |
| L'album di Tú sí que vales | 19 dicembre 2020  | 2 836 000      | 15,44% |                                    |

- Nota 1: in termini di telespettatori e di share, la finale di questa edizione risulta essere la più vista dell'intero programma.